# 미나노역
미나노역(일본어: 皆野駅, みなのえき)은 일본 사이타마현 지치부군 미나노정에 있는 지치부 철도 지치부 본선의 역이다.

## 역 구조
혼합식 승강장 2면 3선의 지상역으로 업무 위탁역이다(관리역: 요리이역).
역무원 근무 시간은 평일 7:00 ~ 22:10, 주말은 7:30 ~ 19:00이다.

### 승강장
| 1 | ■ 지치부 선 | 지치부・미쓰미네구치・ ■지치부 선 직통 한노・도코로자와・이케부쿠로 방면 |
| 2 | ■ 지치부 선 | 나가토로・요리이・구마가야・교다시・하뉴 방면                            |

## 역 주변
- 국도 제140호선
- 사이타마 현도 43호 미나노아라카와 선
- 사이타마 현도 206호 미나노 정차장선
- 아라카와강
  - 미나노 다리
  - 신미나노 다리
- 미나노 정사무소
- 지치부 소방서 미나노 분소
- 미나노 우체국
- 무궁화 자연 공원

## 역사
- 1914년 10월 27일: 영업 개시.

## 인접역
| 지치부 철도 ■ 지치부 본선 | 지치부 철도 ■ 지치부 본선             | 지치부 철도 ■ 지치부 본선    |
| ------------------------- | ------------------------------------- | ---------------------------- |
| 나가토로 하뉴 방면        | SL "팔레오 익스프레스"・급행 "지치부" | 지치부 미쓰미네구치 방면     |
| 오야하나 하뉴 방면        | 보통                                  | 와도쿠로야 미쓰미네구치 방면 |